# (1893) Jakoba
(1893) Jakoba es un asteroide perteneciente al cinturón de asteroides descubierto por Paul Wild el 20 de octubre de 1971 desde el observatorio de Berna-Zimmerwald, Suiza.

## Designación y nombre
Jakoba se designó inicialmente como 1971 UD.
Más adelante fue nombrado en honor del geólogo suizo Jakob Oberholzer (1862-1939), abuelo del descubridor.

## Características orbitales
Jakoba orbita a una distancia media del Sol de 2,708 ua, pudiendo alejarse hasta 2,858 ua y acercarse hasta 2,557 ua. Su inclinación orbital es 10,04° y la excentricidad 0,05548. Emplea en completar una órbita alrededor del Sol 1627 días.